# Remixed (Alicia Keys-album)
A Remixed Alicia Keys amerikai énekesnő második remixalbuma. 2008. augusztus 12-én jelent meg, csak Japánban; egyidőben az énekesnő fellépésével a 2008-as Summersonic Festivalon. Az album Alicia öt dalának összesen nyolc remixét tartalmazza, készítésükön közreműködött többek között Kanye West, a Black Eyed Peas, Salaam Remi és a Wideboys.

## Dallista
| #  | Cím                                                | Szerzők                                                        | Hossz |
| -- | -------------------------------------------------- | -------------------------------------------------------------- | ----- |
| 1. | If I Ain’t Got You (Black Eyed Peas Mix)           | A. Keys                                                        | 3:14  |
| 2. | If I Ain’t Got You (Kanye West Mix)                | A. Keys                                                        | 3:46  |
| 3. | Karma (Reggaeton Mix feat. Bimbo)                  | K. Brothers, T. Smith, A. Keys                                 | 3:32  |
| 4. | Like You’ll Never See Me Again (Jony Rockstar Mix) | A. Keys, K. Brothers                                           | 3:51  |
| 5. | Like You’ll Never See Me Again (Seiji Mix)         | A. Keys, K. Brothers                                           | 3:44  |
| 6. | No One (Salaam Remi Remix feat. Junior Reid)       | A. Keys, K. Brothers, G. M. Harry                              | 4:52  |
| 7. | No One (Jony Rockstar Mix)                         | A. Keys, K. Brothers, G. M. Harry                              | 3:50  |
| 8. | Teenage Love Affair (Wideboys Miami Club Mix)      | A. Keys, J. Splash, H. Lilly, J. Bridges, C. Hampton, T. Nixon | 6:19  |